# Naděžda Allilujevová

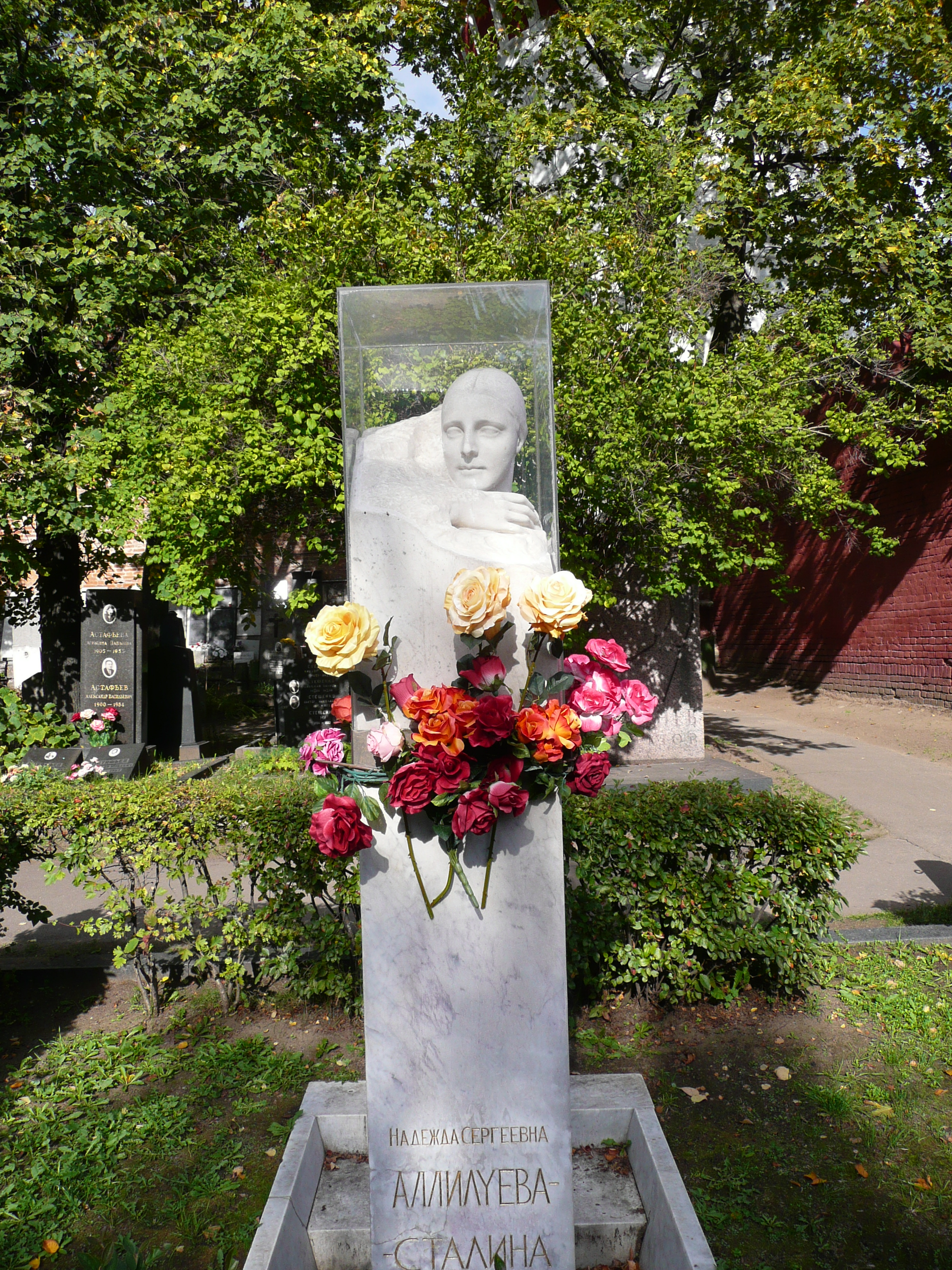
Naděždin hrob

Naděžda Sergejevna Allilujevová (rusky Надежда Сергеевна Аллилуева, 22. září 1901 Baku – 9. listopadu 1932 Moskva) byla druhá žena Josifa Stalina.

## Život
Roku 1917 přijel bolševický revolucionář Stalin ze sibiřského vyhnanství do Petrohradu, kde před několika týdny vypukla únorová revoluce. Protože neměl kde bydlet, ubytoval se u svého přítele, starého bolševika Sergeje Allilujeva. Do Stalina se zamilovala Sergejova dcera, tehdy patnáctiletá Naděžda. Po říjnovém bolševickém převratu se Stalin stal členem vlády. Naděžda nechala školy a jako ještě zdaleka ne plnoletá mu dělala osobní sekretářku a písařku.
V roce 1921 dala Stalinovi syna Vasilije a v roce 1926 dceru Světlanu. V té době byli Stalin a Naděžda zaregistrováni jako manželé. Správní bolševici si na svatby příliš nepotrpěli, stačila jim pouhá registrace. Kromě dvou dětí se kremelská domácnost rozrostla o Stalinova syna Jakova, který do té doby žil u rodičů své matky v Gruzii.
Výchova dětí Naděždu příliš nezajímala, k vlastním dětem si nikdy nenašla skutečný vztah, oblíbila si pouze nevlastního Jakova. Nikdy se nenaučila vařit, jídlo jim bylo donášeno ze společné kremelské jídelny. Hádky byly ve Stalinově rodině na denním pořádku. Když vypukl na Ukrajině v roce 1932 hladomor, obvinila Naděžda Stalina z tyranie.

## Sebevražda
V roce 1932 bylo oslavováno 15. jubileum říjnové revoluce. Dne 9. listopadu toho roku byl v jednom z kremelských sálů slavnostní večírek. Toho se zúčastnili Stalin, jeho žena Naděžda a všichni bolševičtí předáci (Zinovjev, Kameněv, Bucharin a Tomskij mezi nimi nebyli, protože v té době byli politicky nečinní). Stalin se na večírku hodně opil a flirtoval s manželkou generála Jegorova. Naděžda na něho žárlila a napomínala ho. Stalin se jí však smál a házel po ní slupky z pomeranče a oklepával na ni popel z papirosy. Když se pak připíjelo na zničení menševiků, Trockého a jiných nepřátel státu, Naděžda svou číši nepozvedla. „Pročpak nepiješ?“ obořil se na ni Stalin. „Hej, ty tam, napij se!“ Rozzuřená Naděžda mu odsekla „Já pro tebe nejsem žádná hej ty!“ a zvedla se od stolu. Polina Molotovová, manželka Vjačeslava Molotova, za Naděždou vyběhla, aby ji doprovodila. Za chvíli se vrátila a řekla Stalinovi, že Naděžda šla spát.
Ráno byla Naděžda nalezena mrtvá s průstřelem u srdce. Vedle ležela pistole značky Walther. Stalin se jejího pohřbu nezúčastnil, protože byl údajně zdrcen a chvílemi dokonce uvažoval o abdikaci.
Bylo vydáno prohlášení, že Naděžda zemřela na apendicitidu, protože pro komunistické funkcionáře byla sebevražda zradou. Naděžda byla pohřbena na Novoděvičím hřbitově v Moskvě. Dodnes se spekuluje, že Stalin ji nechal zabít.